# Странци: Прво поглавље
Странци: Прво поглавље (енгл. The Strangers: Chapter 1) амерички је хорор филм из 2024. Режију потписује Рени Харлин, по сценарију Алана Р. Коена и Алана Фридланда. Трећи је део филмског серијала Странци и први део рибута у оквиру самосталне трилогије. Меделин Петш и Фрој Гутијерез глуме пар који долази у контакт са три маскирана странца психопате током путовања. Споредне улоге глуме Гејбријел Басо и Ема Хорват.
У августу 2022. продуцент оригиналног филма, Рој Ли, најавио је планове за истовремено снимање трилогије филмова Странци. Наредног месеца, Харлин је најављен као редитељ сва три филма, а већина глумачке поставе придружила се убрзо након тога. Продукција филмова одвијала се у Братислави између септембра и новембра исте године.
Премијера је приказана 8. маја 2024. у Лос Анђелесу. Пиказивање у биоскопима започело је 17. маја 2024. у Сједињеним Америчким Државама, односно 30. маја исте године у Србији. Зарадио је преко 42 милиона долара. Добивши углавном негативне критике критичара. Наставак ће бити приказан 26. септембра 2025, док датум приказивања трећег филма тренутно није познат.

## Радња
У центру збивања је млади пар који путује преко границе како би започео нови живот. Нажалост, на путу према северу поквари им се ауто. Заробљени током ноћи у Орегону, они се пријављују у осамљени Airbnb. Недуго након смештања, тројица непознатих људи почињу да их малтретирају, а борба за живот тек почиње.

## Улоге
| Глумац         | Улога       |
| -------------- | ----------- |
| Меделин Петш   | Маја        |
| Фрој Гутијерез | Рајан       |
| Рејчел Шентон  | Деби        |
| Гејбријел Басо | Грегори     |
| Ема Хорват     | Шели        |
| Ричард Брејк   | шериф Ротер |